# 黄美菊
黄美菊（1973年9月—），生于浙江温岭，中国越剧女演员，擅长小旦，一级演员。黄美菊师承金采风，为嵊州市越剧团演员。代表作有《貂蝉与吕布》(饰演貂蝉)《碧玉簪》(饰演李秀英)《金殿认子》(饰演李氏)《红楼梦》(饰演王熙凤)《盘夫索夫》(饰演严兰贞)《五女拜寿》(饰演杨三春)《花中君子》(饰演陈三两)等。2004年3月16日，获得第21届梅花奖。